# La Torre del Prior (Horta de Sant Joan)
La Torre del Prior és un edifici del municipi d'Horta de Sant Joan (Terra Alta) declarat bé cultural d'interès nacional.

## Descripció
És un edifici medieval, situat al peu de la muntanya de Santa Bàrbara. Es tracta d'una torre de defensa de planta quadrada i murs a base de carreus ben escairats i molt regulars. Consta de planta baixa i pis. La façana principal és orientada a llevant. El sostre de la planta baixa és cobert a base de lloses de pedra de forma prismàtica, sense cap tipus d'embigat de fusta, tot formant un arc extremadament rebaixat. El pis superior és cobert a dues vessants amb lloses de pedra que suporten quatre arcs diafragma, sustentats per mènsules, tot definint una nau de volta de canó apuntat. Sota la finestra es conserva una pica de pedra.
A la façana principal hi ha dues finestres, una d'arc sinuós i l'altra rectangular, que mutilen parcialment les dovelles superiors i la clau de l'arc de mig punt que configurava l'accés primitiu. Sobre aquesta clau de volta hi ha un escut. El coronament és format per una terrassa que conserva part d'un element defensiu, espitlleres i una barbacana o lladronera, molt malmesa.

## Història
La torre defensiva antigament presidia l'explotació agrícola dels domenges templers, està emplaçada en un lloc estratègic del barranc de l'hort del Frare amb diverses fonts, séquies, mines i sistemes arcaics de reg que s'han de remuntar a l'època medieval. Per la seva sobrietat i alhora bellesa constructiva, s'ha datat la torre en època templera, amb modificacions posteriors.
Pels voltants de la torre resten fragments de columnes cilíndriques i d'un arc. El mas adossat no presenta cap element significatiu.